# Grand Morin
De Grand Morin (Grote Morin) is een rivier in Frankrijk. Hij ontspringt te Lachy en mondt uit in de Marne te Condé-Sainte-Libiaire en te Esbly in het departement Seine-et-Marne.
Ten noorden van de Grand Morin stroomt de Petit Morin; eveneens een zijrivier van de Marne (monding in La Ferté-sous-Jouarre).